# Charles Lota
Charles Lota (17 novembre 1978) è un ex calciatore zambiano, di ruolo centrocampista.

## Carriera

### Nazionale
Ha debuttato in Nazionale il 2 marzo 1997, in Lesotho-Zambia (0-2), subentrando a Vincent Mutale al minuto 48. Ha messo a segno la sua prima rete con la maglia della Nazionale il 10 marzo 2001, in Zambia-Libia (2-0), siglando la rete del definitivo 2-0 al minuto 24. Ha partecipato, con la Nazionale, alla Coppa d'Africa 2002. Ha collezionato in totale, con la maglia della Nazionale, 17 presenze e tre reti.

## Palmarès

### Club

#### Competizioni nazionali
- Campionato zambiano di calcio: 1

Red Arrows: 2004